# 別大興産
株式会社別大興産（べつだいこうさん）は、大分県別府市餅ヶ浜町に本社を置く不動産会社である。

## 概要
地場最大手の不動産会社で、管理戸数（2015年度）は27,223戸で全国36位、大分県1位、賃貸仲介件数（2006年度）は5,510件で全国24位、大分県1位である。
別府市を拠点とし、大分市、速見郡日出町、杵築市に11の店舗・営業所を置く。
社名は、別府市及び大分市からなる地域を指す「別大」を由来としており、「別大」を略称とする別府大学と直接の関連はない。また、大分県大分市に本社を置く同業の株式会社ベツダイは、当社とは別の企業で、資本関係等はない。
全国高等学校野球選手権大分大会等の会場として使用されている大洲総合運動公園硬式野球場（新大分球場）の命名権を年630万円・3年間の条件で取得しており、同球場の呼称は2012年6月2日より別大興産スタジアムとなっている。

## 沿革
- 1980年（昭和55年）2月 - 別大興産創業。
- 1985年（昭和60年）5月 - 株式会社に組織変更。
- 1990年（平成2年）1月 - 本社を別府市船小路町に移転。
- 2015年（平成27年）1月 - 株式会社別大興産福岡と合併。
- 2016年（平成28年）8月 - 本社を別府市餅ヶ浜町に移転。

## CM出演者
- 今宮健太[5]